# Dunajiwzi
Dunajiwzi (ukrainisch Дунаївці; russisch Дунаевцы Dunajewzy, polnisch Dunajowce) war bis Juli 2020 die Hauptstadt des gleichnamigen Rajons Dunajiwzi in der ukrainischen Oblast Chmelnyzkyj mit etwa 15.000 Einwohnern. Die Stadt liegt am Ufer der Ternawka.

## Name
Bis Anfang des 18. Jahrhunderts trug die Stadt den Namen Dunajgorod (ukrainisch Дунайгород). Obgleich der Name der Stadt der ukrainischen Bezeichnung der Donau (ukrainisch Дунай Dunaj) ähnelt, geht er wohl nicht auf diese zurück, da Dunajiwzi zu weit entfernt von der Donau liegt. Mindestens drei andere Hypothesen der Namensherkunft von Dunajiwzi wurden daher vorgeschlagen.
„Dunaj“ könnte von den indoeuropäischen (altindischen, gotischen und keltischen) Wortwurzeln „Danu“, „Duna“ und „Don“, abgeleitet sein, die „Wasser“ oder „der Fluss“ bedeuteten, und sich auf den Fluss Ternawka und viele Teiche in der Umgebung beziehen. Das Wort „Dunaj“ kommt zudem in ukrainischen Liedern vor, in denen es einfach „Wasser, Überschwemmung“ bedeutet.
Eventuell stammt der Name der Stadt aber auch vom Familiennamen „Dunaj“ ab, den Teilnehmer von Donauwanderungen trugen. Gemäß einer dritten Hypothese wurde Dunajiwzi von Siedlern aus einer Siedlung mit dem ähnlichen Namen, zum Beispiel Dunajiw und Dunajiwka. gegründet. Seit dem Ende der 1820er Jahre bis zur Unabhängigkeit der Ukraine wurde Dunajiwzi umgangssprachlich auch „Stadt der Weber“ genannt.

## Geographie

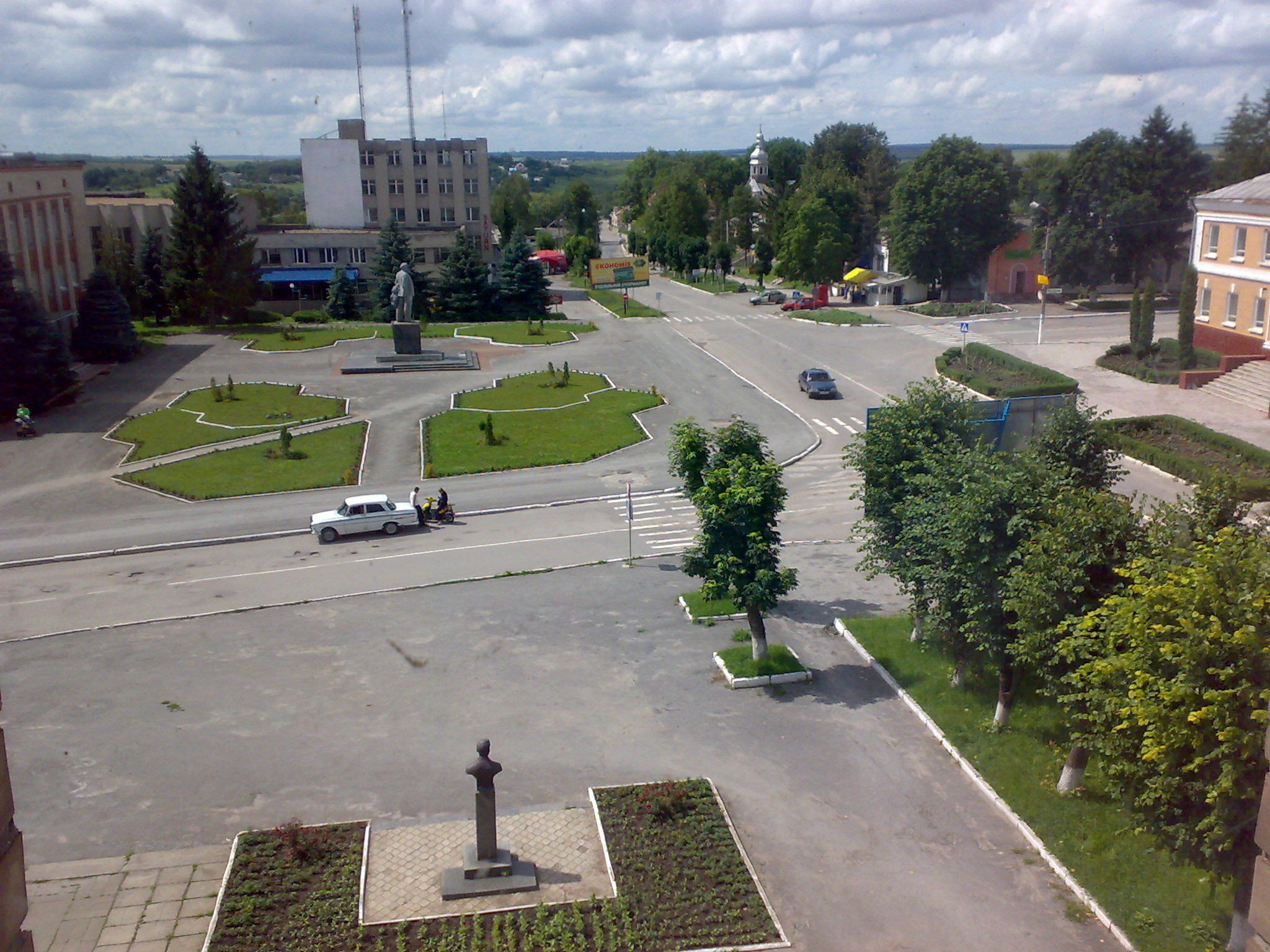
Blick auf die Bauten der Innenstadt

Dunajiwzi befindet sich im geographischen Zentrum des Rajons Dunajiwzi im Süden der Oblast Chmelnyzkyj. Die Stadt ist von Chmelnyzkyj,   der Hauptstadt der Oblast, 68 km entfernt. Dunajiwzi liegt am Ufer der Ternawka, einem linken Nebenfluss des Dnisters sowie an der Fernstraße N 03. Der Bahnhof Dunajiwzi befindet sich in der gleichnamigen Siedlung städtischen Typs 22 km entfernt.
Dunajiwzi grenzt an das Dorf Sastawlja im Westen und Nordwesten, das eine Vorstadt ist. Weitere benachbarte Dörfer sind Sitschynzi im Süden, Muschkutynzi im Südosten, Demjankiwzi im Osten und Hanniwka im Norden.
Die geografische Lage von Dunajiwzi ist 48° 53′ 22″ nördlicher Breite und 26° 51′ 25″ östlicher Länge. Es liegt in der Waldsteppe auf der Podolischen Platte auf einer Höhe von 300 m.
Dunajiwzi hat eine Fläche von 12,84 km², von denen 2,15 km² die Geschossfläche ist. Die Grünfläche der Stadt beträgt 0.483 km². Die Gesamtlänge des Stadtstraßennetzes umfasst 93,8 km.
Das 2001 eingemeindete Dorf Muschkutynzi (Мушкутинці) ist seit der Gebietsreform 2015 kein Teil der Stadtgemeinde mehr, am 13. Mai 2015 wurde die Stadtfläche um 6,1477 Quadratkilometer auf 13,0360 Quadratkilometer verkleinert.

## Geschichte

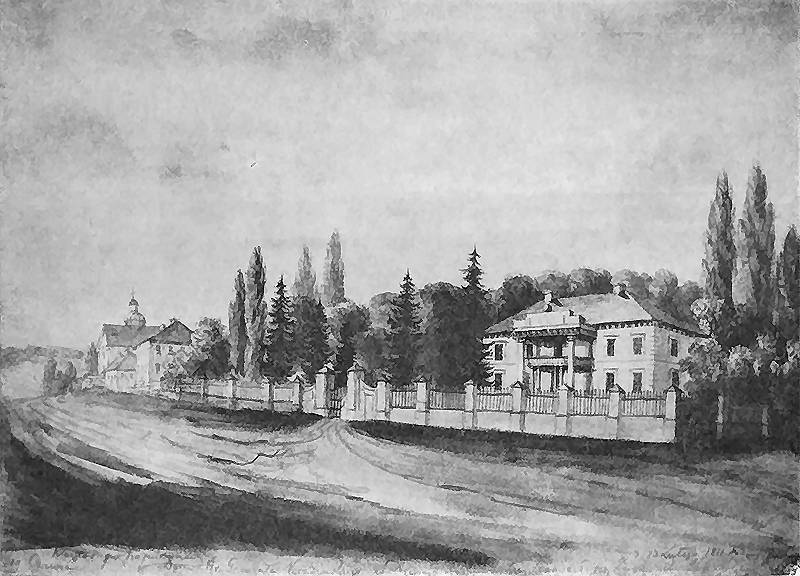
Schloss von Krasiński in Dunajiwzi. 1871–1873. Gemälde von Napoleon Orda

In der Umgebung von Dunajiwzi wurden die Funden der Cucuteni-Tripolje-Kultur gemacht, die deuten an, dass eine Besiedlung des Raumes um die Stadt schon ca. 3000 v. Chr. einsetzte.
Die erste schriftliche Erwähnung der Stadt befindet sich im Register der Häuser aus dem Jahre 1403. Dunajiwzi wurde dort als ein aus drei Teilen und 72 Häusern bestehendes Dorf bezeichnet. Zuerst gehörte Dunajiwzi zum Großfürstentum Litauen und danach zu Polen-Litauen. Im Jahre 1577 wurde Dunajiwzi von der Frau des galizischen Kastellans Stanislaw Lanckoroński des Hochadelsgeschlechts Lanckoroński († 1592) Jelisaweta Lanckorońska des Adelsgeschlechts Füllstein übernommen.
Im Jahre 1592 erhielt Dunajiwzi Stadtrecht nach Magdeburger Recht vom polnischen König Sigismund III. Wasa auf Ansuchen von Jelisaweta Lanckorońska und dadurch wurde es „Dunajgorod“ genannt:

„Da die Landschaft Podoliens stetig verwüstet wird, genehmige ich Jelisaweta Lanckorońska, die Witwe des galizischen Kastellans, ihr Landgut Dorf Dunajiwzi zu einer Stadt umzubauen, die Dunajgorod ab jetzt heißen soll, und wo Bewohner stetigen Schutz hätten.“

Durch diesen Erlass des Königs erhielt Dunajiwzi auch Marktrechte, die Märkte donnerstags und Jahrmärkte am Johannistag und am Allerheiligen erlaubte.
1958 wurde Dunajiwzi Hauptstadt des gleichnamigen Rajons Dunajiwzi.

## Verwaltungsgliederung
Am 13. August 2015 wurde die Stadt zum Zentrum der neugegründeten Stadtgemeinde Dunajiwzi (Дунаєвецькаміська громада/Dunajewezka miska hromada). Zu dieser zählen auch die 50 in der untenstehenden Tabelle aufgelisteten Dörfer, bis dahin bildete sie zusammen mit dem Dorf Muschkutynzi die gleichnamige Stadtratsgemeinde Dunajiwzi (Дунаєвецька міська рада/Dunajewezka miska rada) im Zentrum des Rajons Dunajiwzi.
Am 17. Juli 2020 kam es im Zuge einer großen Rajonsreform zum Anschluss des Rajonsgebietes an den Rajon Kamjanez-Podilskyj.
Folgende Orte sind neben dem Hauptort Dunajiwzi Teil der Gemeinde:
| Name                         | Name                   | Name                                                    |
| ukrainisch transkribiert     | ukrainisch             | russisch                                                |
| ---------------------------- | ---------------------- | ------------------------------------------------------- |
| Antoniwka                    | Антонівка              | Антоновка (Antonowka)                                   |
| Demjankiwzi                  | Дем'янківці            | Демьянковцы (Demjankowzy)                               |
| Derschaniwka                 | Держанівка             | Держановка (Derschanowka)                               |
| Dubynka                      | Дубинка                | Дубинка (Dubinka)                                       |
| Hanniwka                     | Ганнівка               | Анновка (Annowka)                                       |
| Hirtschytschna               | Гірчична               | Горчичная (Gortschitschnaja)                            |
| Holosubynzi                  | Голозубинці            | Голозубинцы (Golosubinzy)                               |
| Horodyska                    | Городиська             | Городиска (Gorodiska)                                   |
| Huta-Blyschtschaniwska       | Гута-Блищанівська      | Гута-Блищановская (Guta-Blischtschanowskaja)            |
| Huta-Jazkowezka              | Гута-Яцьковецька       | Гута-Яцковецкая (Guta-Jazkowezkaja)                     |
| Iwankiwzi                    | Іванківці              | Иванковцы (Iwankowzy)                                   |
| Jarowa Slobidka              | Ярова Слобідка         | Яровая Слободка (Jarowaja Slobodka)                     |
| Jazkiwzi                     | Яцьківці               | Яцковцы (Jazkowzy)                                      |
| Kateryniwka                  | Катеринівка            | Катериновка (Katerinowka)                               |
| Krywtschyk                   | Кривчик                | Кривчик (Kriwtschik)                                    |
| Ksaweriwka                   | Ксаверівка             | Ксаверовка (Ksawerowka)                                 |
| Lipyny                       | Ліпини                 | Липины (Lipiny)                                         |
| Lyssez                       | Лисець                 | Лисец (Lissez)                                          |
| Mala Kuscheliwka             | Мала Кужелівка         | Малая Кужелевка (Malaja Kuschelewka)                    |
| Mala Pobijanka               | Мала Побіянка          | Малая Побоянка (Malaja Pobojanka)                       |
| Malyj Schwantschyk           | Малий Жванчик          | Малый Жванчик (Maly Schwantschik)                       |
| Mlaky                        | Млаки                  | Млаки (Mlaki)                                           |
| Muschkutynzi                 | Мушкутинці             | Мушкутинцы (Muschkutinzy)                               |
| Mynkiwzi                     | Миньківці              | Миньковцы (Minkowzy)                                    |
| Nesteriwzi                   | Нестерівці             | Нестеровцы (Nesterowzy)                                 |
| Panassiwka                   | Панасівка              | Панасовка (Panassowka)                                  |
| Pilnyj Mukariw               | Пільний Мукарів        | Польный Мукаров (Polny Mukarow)                         |
| Prytuliwka                   | Притулівка             | Притуловка (Pritulowka)                                 |
| Rachniwka                    | Рахнівка               | Рахновка (Rachnowka)                                    |
| Ratschynzi                   | Рачинці                | Рачинцы (Ratschinzy)                                    |
| Ruda-Hirtschytschnjanska     | Руда-Гірчичнянська     | Руда-Горчичнянская (Ruda-Gortschitschnjanskaja)         |
| Saholosna                    | Заголосна              | Заголосная (Sagolosnaja)                                |
| Saliszi                      | Залісці                | Залесцы (Saleszi)                                       |
| Sastawlja                    | Заставля               | Заставля                                                |
| Selentsche                   | Зеленче                | Зеленче                                                 |
| Sitschynzi                   | Січинці                | Сечинцы (Setschinzy)                                    |
| Slobidka-Hirtschytschnjanska | Слобідка-Гірчичнянська | Слободка-Горчичнянская (Slobodka-Gortschitschnjanskaja) |
| Sokilez                      | Сокілець               | Соколец (Sokelez)                                       |
| Sosniwka                     | Соснівка               | Сосновка (Sosnowka)                                     |
| Stepok                       | Степок                 | Степок                                                  |
| Synjakiwzi                   | Синяківці              | Синяковцы (Sinjakowzy)                                  |
| Syworohy                     | Сивороги               | Сивороги (Siworogi)                                     |
| Trybuchiwka                  | Трибухівка             | Трибуховка (Tribuchowka)                                |
| Tschankiw                    | Чаньків                | Чаньков (Tschankow)                                     |
| Tschymbariwka                | Чимбарівка             | Чимбаровка (Tschimbarowka)                              |
| Welyka Kuschelewa            | Велика Кужелева        | Великая Кужелева (Welikaja Kuschelewa)                  |
| Welyka Pobijna               | Велика Побійна         | Великая Побойная (Welikaja Pobojnaja)                   |
| Welykyj Schwantschyk         | Великий Жванчик        | Великий Жванчик (Weliki Schwantschik)                   |
| Worobijiwka                  | Воробіївка             | Воробеевка (Worobejewka)                                |
| Wychriwka                    | Вихрівка               | Вихровка (Wichrowka)                                    |

## Bevölkerung
Im Jahr 1629 hatte Dunajgorod 630 Höfe und rund 3.000 Einwohner. Laut des Volkszählungsergebnisses 1909 stieg die Bevölkerung von Dunajiwzi auf 13.733, von denen 8.966 Juden, 2.349 Gemeindemitglieder der orthodoxen Kirche, 1.266 Lutheraner, 1.188 Katholiken, 4 Gemeindemitglieder der Armenischen Apostolischen Kirche waren. 1911 zählte die Stadt über 13.000 Einwohner und 553 Häuser.
Die folgende Übersicht zeigt die Einwohnerzahlen. Im Laufe des letzten Jahrhunderts veränderte sich die Bevölkerung kaum. Bis 1989 stieg die Einwohnerzahl auf 17.482 und sank danach bis 2001 auf 16.448 Einwohner. Es handelt sich in beiden Fällen um Volkszählungsergebnisse (¹) und ab 2006 um amtliche Fortschreibungen des Statistischen Landesamtes. Dunajiwzi zählte 16.223 (2006), 16.187 (2007), 16.094 (2008), 16.140 (2009) und 16.181 Einwohner (2010).
Heutzutage machen Ukrainer die Mehrheit mit 95 % der Bevölkerung in Dunajiwzi sowie im Rajon Dunajiwzi aus. Die anderen sind Russen, Polen und Juden. 55 % der Einwohner des Rajon Dunajiwzi sind Frauen.
| Jahr  | Einwohner |
| ----- | --------- |
| 1629  | ~3.000    |
| 1909¹ | 13.733    |
| 1911  | >13.000   |
| 1989¹ | 17.482    |
| 2001¹ | 16.448    |
| 2006  | 16.223    |
| 2007  | 16.187    |
| 2008  | 16.094    |
| 2009  | 16.140    |
| 2010  | 16.181    |

¹ Volkszählungsergebnis

## Verkehr
Dunajiwzi liegt an der Fernstraße N 03 (kyrillisch Н 03) Schytomyr – Czernowitz von nationaler Bedeutung. In der Stadt gibt es einen Busbahnhof und den Dunajiwzi-Kraftwagenpark, der Personen- und Güterverkehr versorgt. Die Buslinien führen durch die Dörfer des Rajons Dunajiwzi und durch die Städte Chmelnyzkyj, Kamjanez-Podilskyj, Czernowitz, Winnyzja, Kiew u. a. Die gesamte Personenverkehrleistung beträgt mehr als eine Million Menschen. In Dunajiwzi arbeiten auch zahlreiche Privattaxis und drei Funk-Taxi-Dienste. Die Gesamtlänge der Straßen ist 103,7 km, davon 9 km von Straßen gesamtstaatlicher Bedeutung. Sechs Tankstellen befinden sich in der Stadt.
In der Nähe von Dunajiwzi befinden sich zwei Bahnhöfe: der eine in der Siedlung städtischen Typs Dunajiwzi (22 km Straßenentfernung von Dunajiwzi) und der andere neben dem Dorf Balyn (15 km entfernt). Es gibt auch einen Flughafen.
| Ternopil ~ 169 km          | Chmelnyzkyj ~ 66 km                         | Kiew ~ 440 km    |
| Iwano-Frankiwsk ~ 208 km   | Kompassrose, die auf Nachbargemeinden zeigt | Winnyzja ~ 63 km |
| Kamjanez-Podilskyj ~ 36 km | Botoșani ~ 261 km                           | Odessa ~ 599 km  |

## Sport

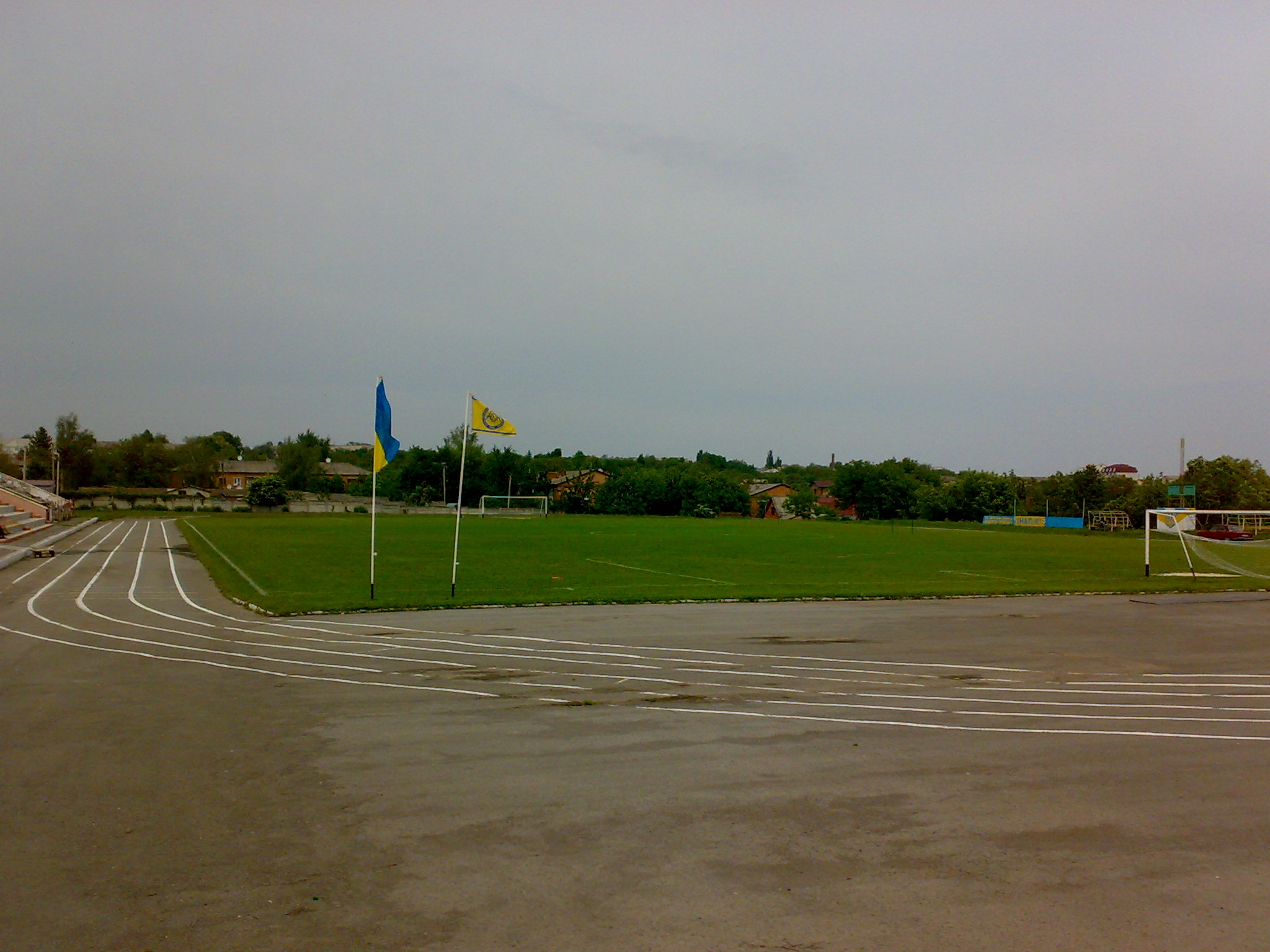
Stadtstadion „Kolos“

Dunajiwzi ist für Erfolge im ukrainischen Volleyball bekannt. In der Kinder- und Jugendsportschule der Stadt wurden zahlreiche erfolgreiche Volleyballspieler ausgebildet. Jährlich findet ein Internationales Volleyballturnier um den Igor-Bjeljajew-Pokal statt. Igor Bjeljajew war ein Volleyballtrainer und zum großen Teil dank ihm wurde die Volleyballschule des Rajons gegründet.
In den Jahren 2008 bis 2010 nahm Amateur-Fußballklub „Werest-INAPIK“ (er hieß im Jahre 2008 „PTP INAPiK“) in ukrainischen Amateur-Fußballmeisterschaften teil.
In der Stadt befindet sich das Stadion „Kolos“, das im Jahre 1962 errichtet wurde.

## Persönlichkeiten

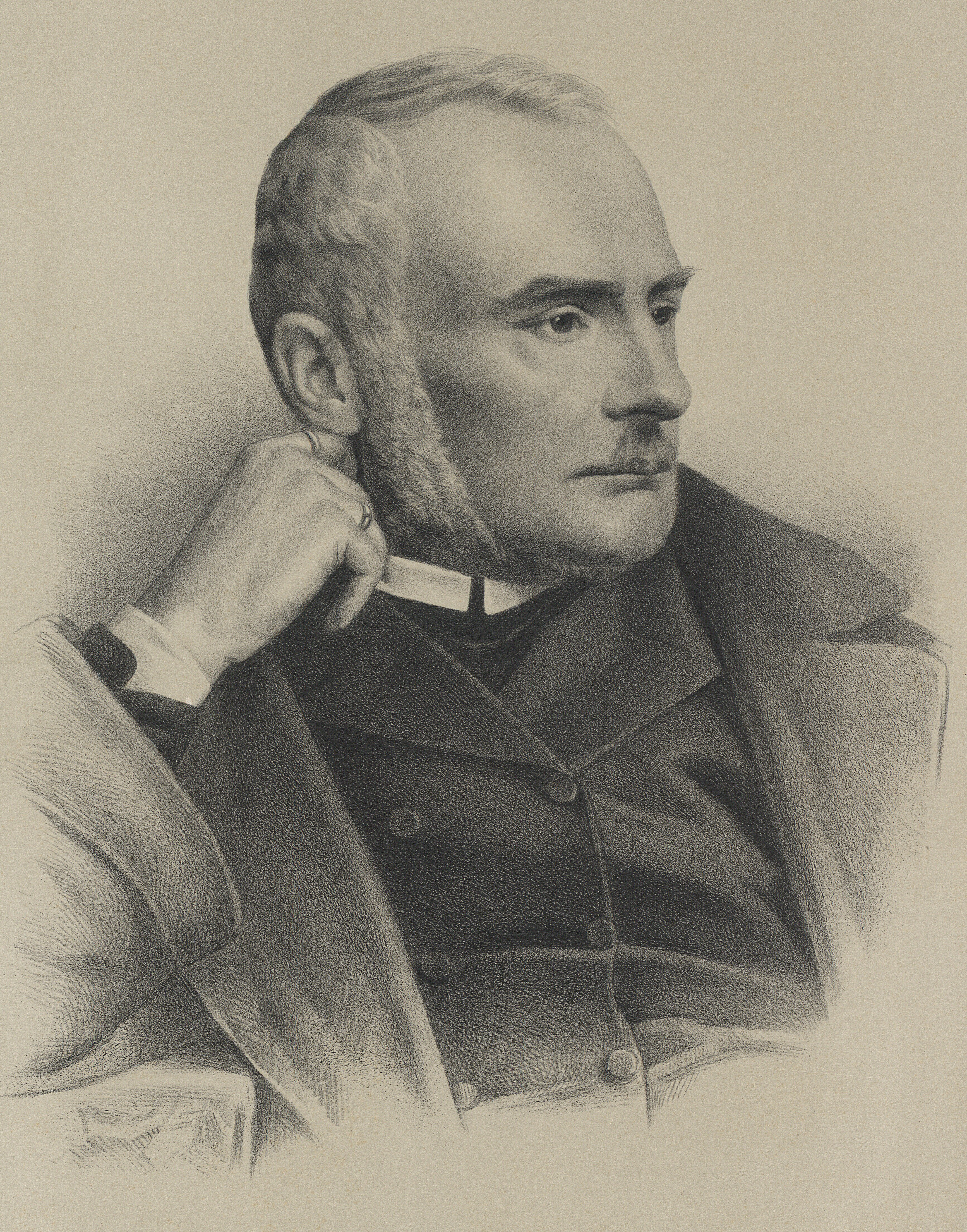
Zygmunt Krasiński, polnischer Dichter und Dramatiker

Folgende bekannte Personen stammen aus Dunajiwzi oder haben hier gewirkt:
- Nikifor Grigorjew (1884–1919), Militär
- Ustym Karmaljuk (1787–1835), ukrainischer Militär
- Yehezkel Kaufmann, jidd. Hazkel Koifmann (1889–1963), Philosoph und Bibelwissenschaftler
- Wincenty Krasiński (1782–1858), Politiker und Militär
- Zygmunt Krasiński (1812–1859), polnischer Dichter und Dramatiker
- Franz Franzewitsch Lender (1881–1927), russischer bzw. sowjetischer Waffen-Konstrukteur
- Denys Maljuska (* 1981), ukrainischer Justizminister
- Gennadij Semigin (* 1964), russischer Politiker
- Bolesław Woytowicz (1899–1980), polnischer Pianist und Komponist